# Babljača
Babljača (lat. Urospermum), manji biljni rod iz porodice glavočika. Postoje dvije priznate vrste, obje raširene po Mediteranu i u Hrvatskoj.

## Vrste
1. Urospermum dalechampii (L.) Scop. ex F. W. Schmidt
2. Urospermum picroides (L.) Scop. ex F. W. Schmidt